# Tringilburra
Tringilburra é um gênero de traça pertencente à família Arctiidae.